# Renowe

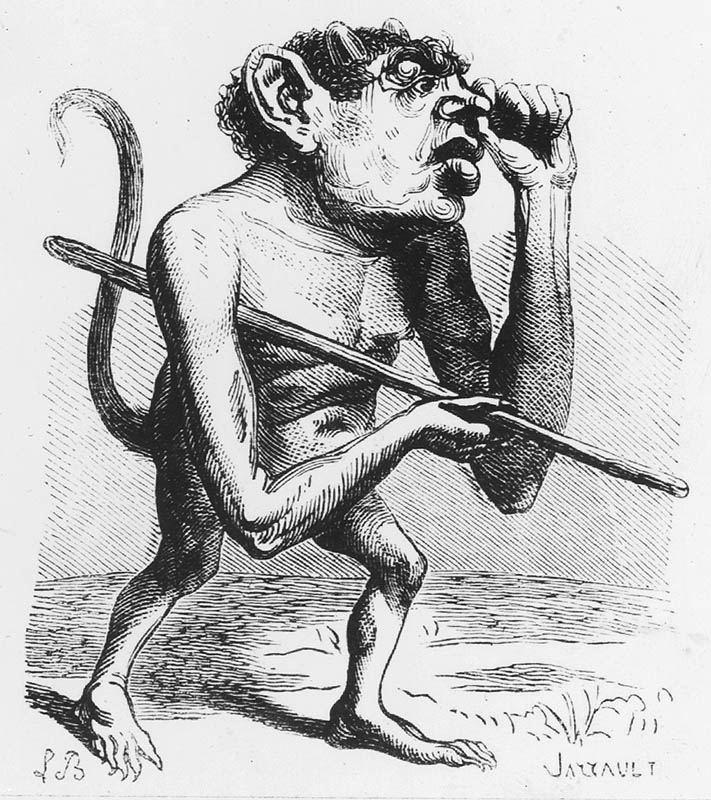
Renowe według Słownika wiedzy tajemnej Collina de Plancy, 1863.

Renowe – w tradycji okultystycznej, dwudziesty siódmy duch Goecji. Znany jest również pod imionami Ronove, Roneve, Ronové i Ronwe. By go przywołać i podporządkować, potrzebna jest jego pieczęć, która według Goecji powinna być zrobiona z  miedzi i srebra zmieszanych w równych proporcjach albo z samego tylko srebra.
Jest on markizem i wielkim hrabią piekła. Rozporządza 19 legionami duchów.
Uczy retoryki i życzliwości, pomaga w zrozumieniu języków obcych, dostarcza dobrych służących oraz łask ze strony przyjaciół i wrogów.
Ukazuje się pod postacią potwora.

## Wkulturze popularnej
- W powieści wizualnej (a także jej adaptacjach) Umineko no Naku Koro ni, Renowe został przywołany przez wiedźmę Beatrice, której jest najsilniejszym sługą.